# Lips (дуэт)
Lips (Duo Lips) — британский музыкальный дуэт, выступавший в рамках проекта британского продюсера польского происхождения Стэнли Лаудена (Станислава Ландау) (1912—1992).

## История
В начале 1970-х годов прошлого столетия Госконцерт СССР в рамках подготовки Олимпиады-80, смягчил политику допуска западных исполнителей на сцену, в результате чего Лауден, активно взаимодействовавший с польскими музыкальными кругами, получил в октябре 1975 года возможность познакомить советскую публику с британскими исполнителями на московском международном фестивале «Золотая осень». Однако, занимавшийся до того периода проектами джаз-кабаре, продюсер не мог реализовать идею в лице поп-вокалистов высокого рейтинга, и представил на фестиваль неизвестный в Британии семейный коллектив The Dooley Family (а ранее, в 1973 году, он же привозил в СССР певца Роберта Янга).
Успешные продажи грампластинок концертных выступлений The Dooley Family и Янга вдохновили Лаудена на более качественный проект, для чего он сформировал дуэт из 17-летних вокалисток — брюнетки Джилли Франклин и блондинки Дайаны Пертон, ранее выступавших в престижных лондонских кабаре. В 1976 году они записали сингл Hubble Bubble / Together Again, затем, в апреле 1977 года, заняли первое место в популярном британском телешоу Opportunity Knocks (выпуск № 28 в 17-м сезоне, 4 апреля 1977 года), а в августе 1977 года получили третье место в номинации «Звукозапись» на фестивале «Интервидение» в Сопоте (Польша) с песнями Hubble Bubble и I’m Butterfly. В 1977—1979 годах дуэт Lips активно гастролировал в Польше и трижды посетил СССР, выступая с Робертом Янгом, австралийцем Грегом Бонамом и группой Gold. Только в 1979 году дуэт дал 75 концертов в различных городах СССР, при этом его состав к тому времени изменился дважды: в 1978 году взамен Пертон выступала некая Мэгги (Маргарет), которую в 1979 году сменила Джули Харрис.
В 1980 году дуэт записал новые синглы Flight To Fantasy / How Do I Survive (1980) и Lies / Silly Boys (1980), а в 1981 году прошли концерты в Канаде. Затем, в конце 1981 года в условиях политического конфликта между СССР и ПНР Лауден утратил дальнейшую возможность продвижения дуэта через польское посредничество и оставил проект, а в марте 1982 года Джули Харрис ушла в группу Tight Fit. В 1984 году британский продюсер Тони Хиллер, работавший с коллективом Brotherhood of Man, попытался реанимировать дуэт в первоначальном составе. С этой целью был сделан ряд демозаписей: I Gotta Feeling, Big Girl, Can’t Get Enough, Fantasy и More I Get. Однако попытки вывести таким образом дуэт на востребованный уровень закончились безрезультатно, вследствие чего коллектив окончательно прекратил своё существование.
Франклин несколько последующих лет изредка участвовала в телевизионных проектах, однако в 1996 году переехала во Францию, получив предложение вокалистки джаз-оркестра. С ним певица бессменно выступала до 2015 года, после чего сформировала собственную выездную джаз-группу. По состоянию на 2019 год проживала во Французской Ривьере. Харрис после проекта Tight Fit (весна-осень 1982 года) занималась сольной карьерой — до возвращения в 2008 году в состав вновь реанимированного проекта Tight Fit, в котором выступала и по состоянию на 2021 год.